# (7758) Poulanderson
(7758) Poulanderson ist ein Asteroid des inneren Hauptgürtels, der am 21. Mai 1990 von der US-amerikanischen Astronomin Eleanor Helin am Palomar-Observatorium (IAU-Code 675) in Kalifornien entdeckt wurde.
Der Asteroid gehört zur Phocaea-Familie, einer Gruppe von Asteroiden, die nach (25) Phocaea benannt ist. Charakteristisch für diese Gruppe ist unter anderem die 4:1-Bahnresonanz mit dem Planeten Jupiter. Die Sonnenumlaufbahn von (7758) Poulanderson ist mit mehr als 21° stark gegenüber der Ekliptik des Sonnensystems geneigt, was charakteristisch für Phocaea-Asteroiden ist.
Die Rotationsperiode des Asteroiden wurde zum ersten Mal am 5. Mai 2012 von Brian D. Warner am Palmer Divide Observatory in Colorado untersucht. Die ersten Werte waren jedoch uneinheitlich. Es wurde eine Bedeckung des Asteroiden beobachtet, die erste Vermutung war deshalb, dass es sich bei (7758) Poulanderson um einen Doppelasteroiden handele. Die ersten Messungen deuteten auf eine Rotationsperiode von mehr als 24 Stunden hin, so dass andere Sternwarten hinzugezogen wurden. Vom 5. Mai bis zum 1. Juni 2012 wurde der Asteroid mehr als 900 mal beobachtet, unter anderem vom Center of Solar System Studies in Kalifornien, vom Sugarloaf Mountain Observatory in Massachusetts, vom Observatorium Skalnaté Pleso in der Slowakei, an der Appalachian State University in North Carolina und von der Sternwarte Ondřejov in Tschechien. Die Okkultation oder Eklipse wurde nicht wieder beobachtet. Mit Auswertung der gemeinsamen Daten wurde berechnet, dass sich der Asteroid in 2,64752 (± 0,00007) Stunden um sich selber dreht.

## Namensgebung
(7758) Poulanderson wurde am 2. September 2001 nach dem US-amerikanischen Science-Fiction-Schriftsteller Poul Anderson benannt, vier Wochen nach Andersons Tod. Der Vorschlag zur Benennung kam vom Science-Fiction-Schriftsteller und Astrophysiker David Brin, nach dem ebenfalls ein Asteroid benannt ist: (5748) Davebrin.